# Ornek
Ornek (krymskotatarski örnek) – narodowy ornament występujący w hafcie, tkactwie, garncarstwie, grawerowaniu, jubilerstwie, rzeźbie w drewnie, szkle i malarstwie ściennym Tatarów krymskich. W 2021 roku został wpisany na listę reprezentatywną niematerialnego dziedzictwa kulturowego UNESCO.

## Historia
W hafcie, tkactwie, garncarstwie, grawerowaniu, jubilerstwie, rzeźbieniu w drewnie, szkle i malarstwie ściennym Tatarzy krymscy używają charakterystycznego zestawu symboli nazywanego ornek. Znaczenie każdej ozdoby jest przekazywane z pokolenia na pokolenie. Społeczność Tatarów krymskich zamieszkiwała na Krymie od wielu stuleci. Podczas II wojny światowej wielu Tatarów zostało deportowanych z Krymu i prawo powrotu otrzymało dopiero w 1989 roku, stąd tradycyjne zdobnictwo Tatarów prawie wymarło. W latach 90. XX wieku podejmowano starania o zachowanie znaczenia tej formy sztuki, wysyłając na Krym ponad 30 ekspedycji badawczych. Prowadziły one wywiady z osobami starszymi na temat symboliki narodowego ornamentu. Następnie stworzono warsztaty (jubilerskie, hafciarskie i ceramiczne) w czasie których właściciele prowadzili zajęcia z wykorzystaniem ornamentu ornek. Organizowano szkolenia, kursy (w tym kursy mistrzowskie), wieczory tematyczne, sklepy z pamiątkami etnicznymi i etno–kawiarnie. Starano się, aby w tych formach przekazywania wiedzy uczestniczyli uczniowie i studenci.

## Wpis na listę niematerialnego dziedzictwa UNESCO
Pomysł wpisu ornamentu na listę niematerialnego dziedzictwa UNESCO został zainicjowany w 2016 roku podczas realizacji przez organizację pozarządową Alem, przy wsparciu Szwajcarii, projektu Wizerunky myru (Wzory pokoju). W jego ramach zespół współczesnych mistrzów tatarskich stworzył i zaprezentował w Kijowie kolekcję prac użytkowych Tatarów krymskich. Projekt na Krymie koordynował Mamut Czurłu, założyciel stowarzyszenia Czatyr Dah, natomiast w Kijowie stowarzyszenie Alem.
Na wniosek organizacji pozarządowej Alem Ministerstwo Kultury Ukrainy 12 lutego 2018 roku wydało rozporządzenie, na mocy którego wpisano krymskotatarski ornament ornek na narodową listę obiektów niematerialnego dziedzictwa kulturowego Ukrainy. Następnie Alem – przy wsparciu Szwajcarii i Ukraińskiej Fundacji Kultury – przygotował dokumenty nominacyjne, które w marcu 2021 roku zostały przesłane do Międzyrządowego Komitetu ds. Ochrony Niematerialnego Dziedzictwa Kulturowego UNESCO.
Podczas XVI sesji Międzyrządowego Komitetu ds. Ochrony Niematerialnego Dziedzictwa Kulturowego w Paryżu, która odbyła się online 13–18 grudnia 2021 roku Ornek, ozdoba krymskotatarska i wiedza o nim zostały wpisane na listę reprezentatywną niematerialnego dziedzictwa kulturowego.

## Znaczenie symboli
W orneku występuje około 35 różnych symboli. Główną symboliką jest wizerunek kwiatów i drzew w odcieniach różu, zieleni, żółci i błękitu. Zgodnie z kanonami sztuki islamu, wizerunki postaci ludzkich są zabronione. Ornek tradycyjnie służył do opowiadania o pochodzeniu i kulturze Tatarów krymskich. Róża symbolizuje zamężną kobietę, tulipan to młody człowiek, a goździk to osoba starsza (a także mądrość i życiowe doświadczenie), topola lub cyprys to mężczyzna, natomiast migdał to niezamężna dziewczyna. Symbole mogą być połączone, co nadaje im inne znaczenie. Na przykład tulipan z różą symbolizuje miłość mężczyzny i kobiety lub ich ślub.

## Galeria

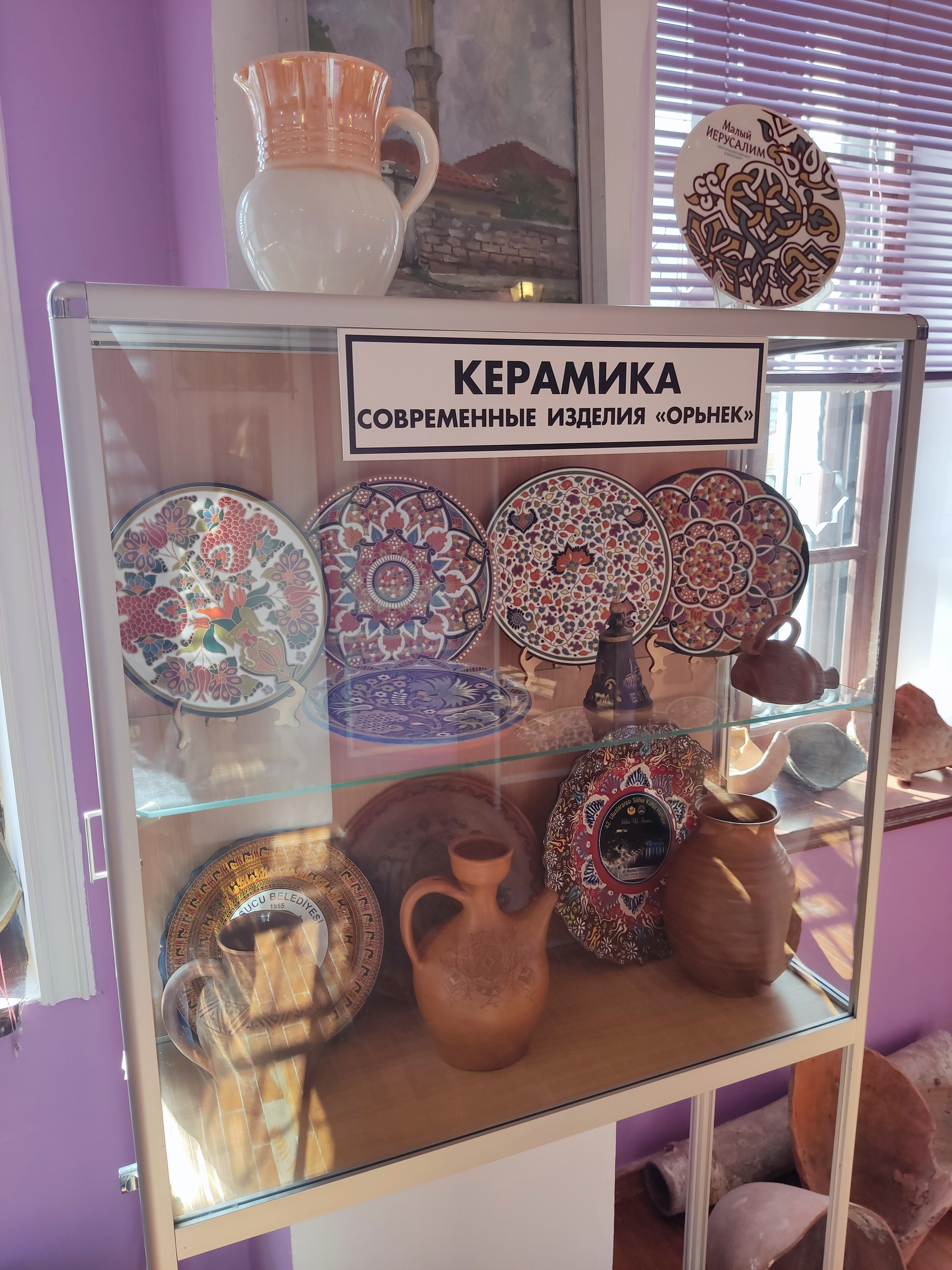
Ornek na ceramice